# Абержеман ле Тези
Абержеман ле Тези (фр. Abergement-lès-Thésy) насеље је и општина у источној Француској у региону Франш-Конте, у департману Јура која припада префектури Лон ле Соније.
По подацима из 2011. године у општини је живело 68 становника, а густина насељености је износила 14,69 становника/km². Општина се простире на површини од 4,63 km². Налази се на средњој надморској висини од 680 метара (максималној 732 m, а минималној 619 m).

## Демографија
| 1962. | 1968. | 1975. | 1982. | 1990. | 1999. | 2011. |
| ----- | ----- | ----- | ----- | ----- | ----- | ----- |
| 63    | 63    | 64    | 58    | 52    | 53    | 68    |

График промене броја становника у току последњих година